# جورج هاندلي (سياسي)
جورج هاندلي (بالإنجليزية: George Handley)‏ هو قاضي وسياسي أمريكي، ولد في 29 فبراير 1752 في شفيلد في المملكة المتحدة، وتوفي في 17 سبتمبر 1793 في سافانا في الولايات المتحدة. انتخب حاكم جورجيا ‏.